# Rovná (Zajíčkov)
Rovná (německy Rowna) je malá vesnice, část obce Zajíčkov v okrese Pelhřimov. Nachází se asi 1 km na jihozápad od Zajíčkova. V roce 2009 zde bylo evidováno 18 adres. V roce 2001 zde trvale žilo 49 obyvatel.
Rovná leží v katastrálním území Zajíčkov o výměře 4,54 km2.
Lokalita spadá pod římskokatolickou farnost v Rynárci, kde je farní kostel zasvěcen svatému Vavřinci. Místní českobratrští evangelíci mají svůj sbor v Pelhřimově.

## Galerie

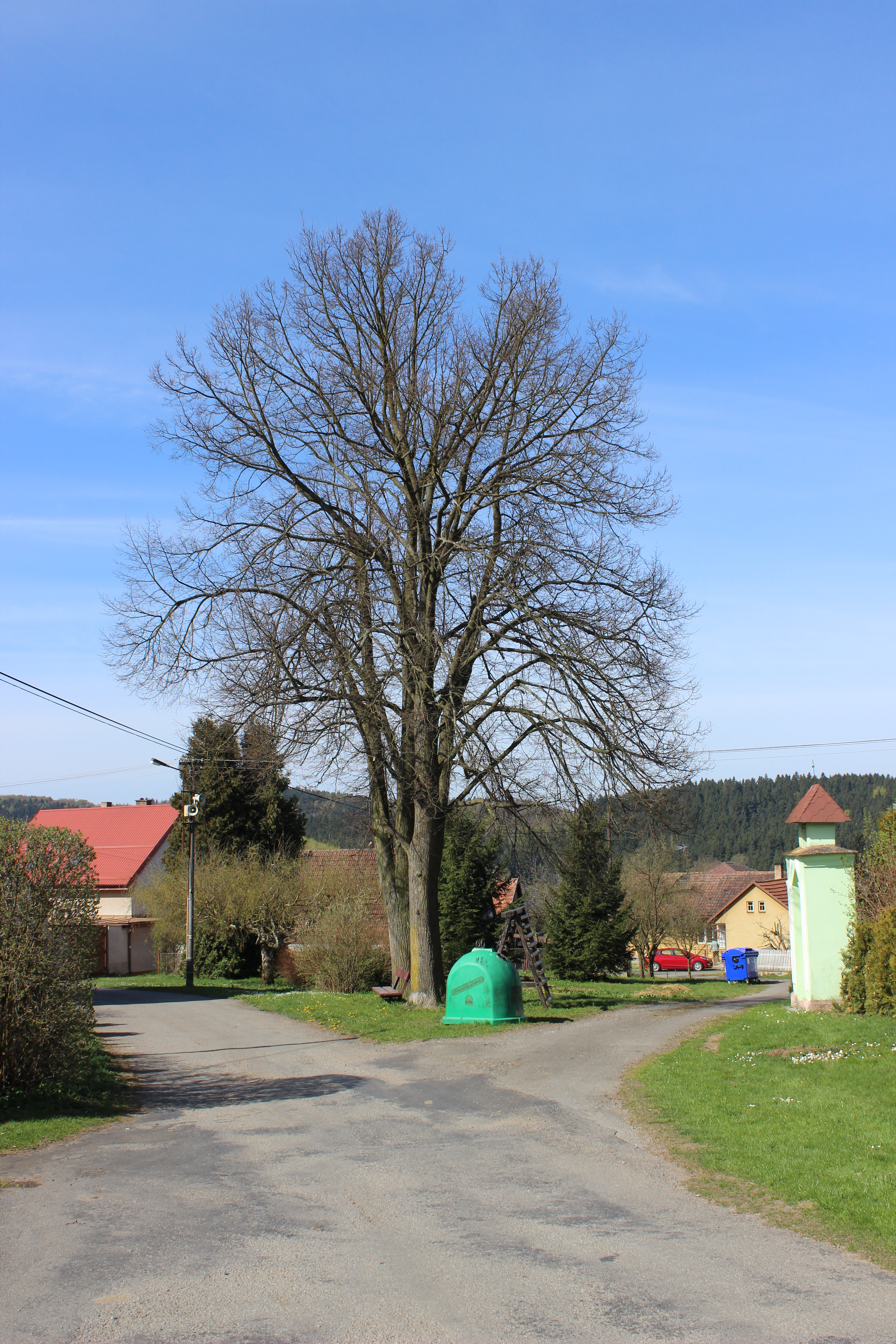
Náves
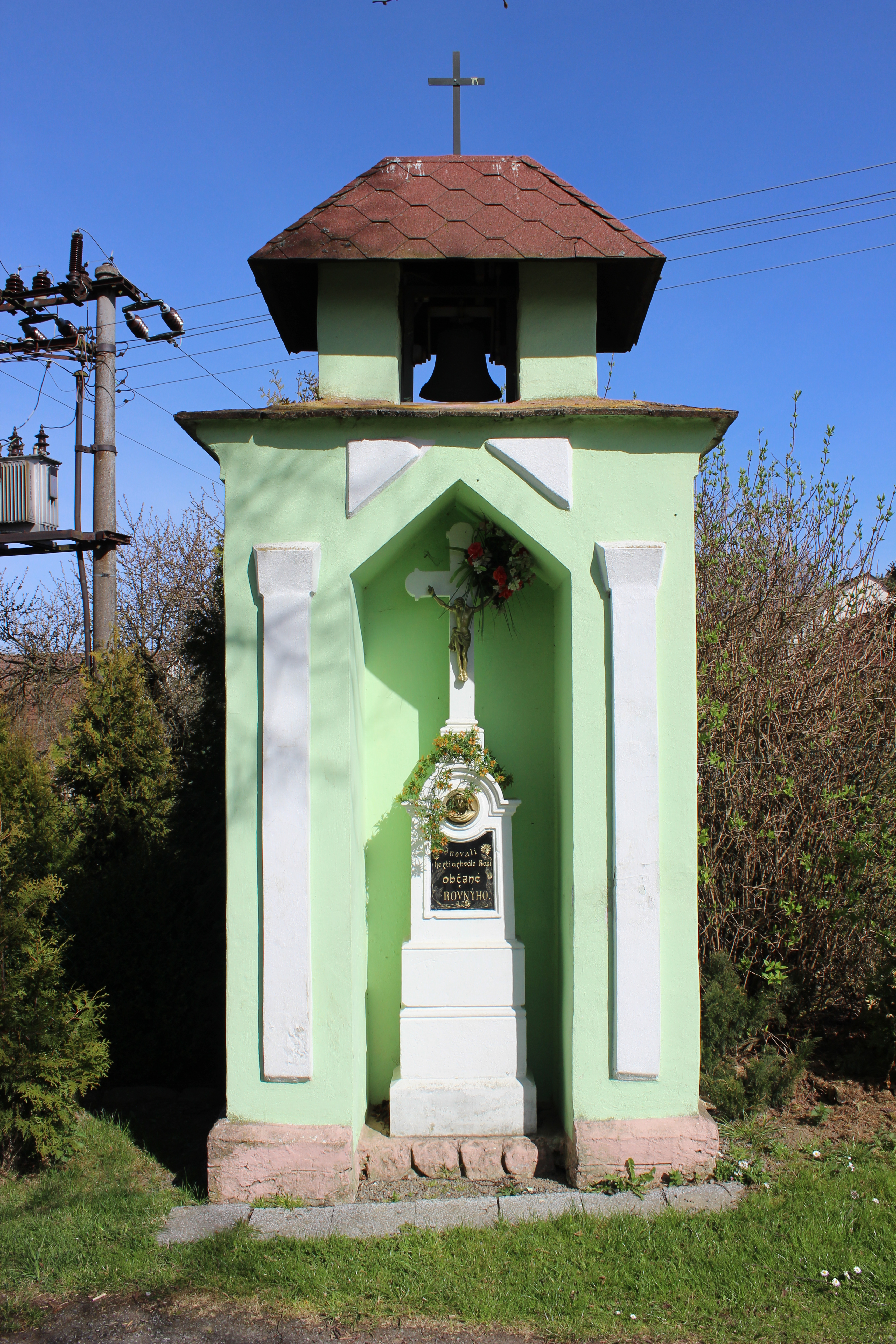
Kaplička
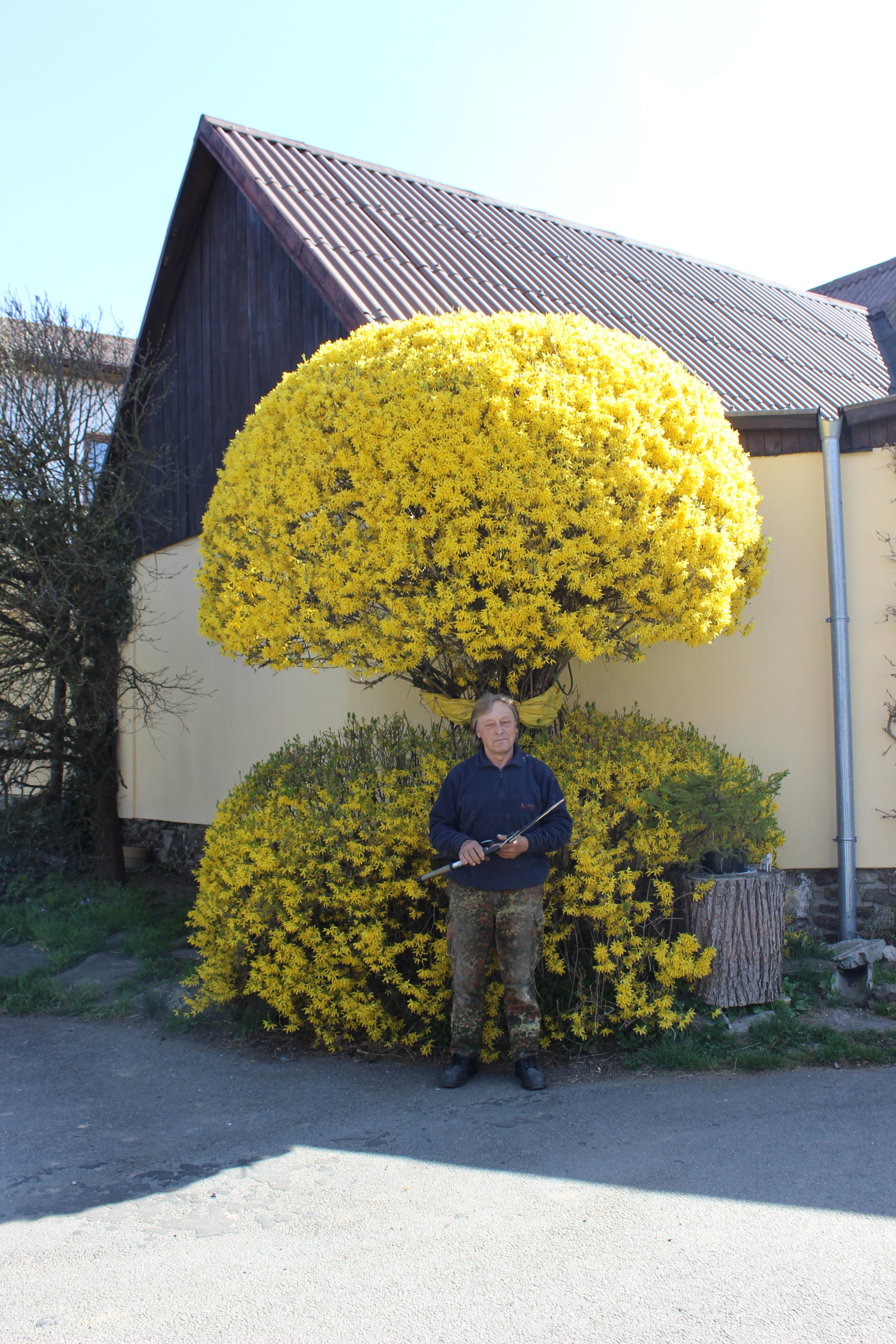
Upravený zlatý déšť na návsi s autorem úprav Františkem Žákem
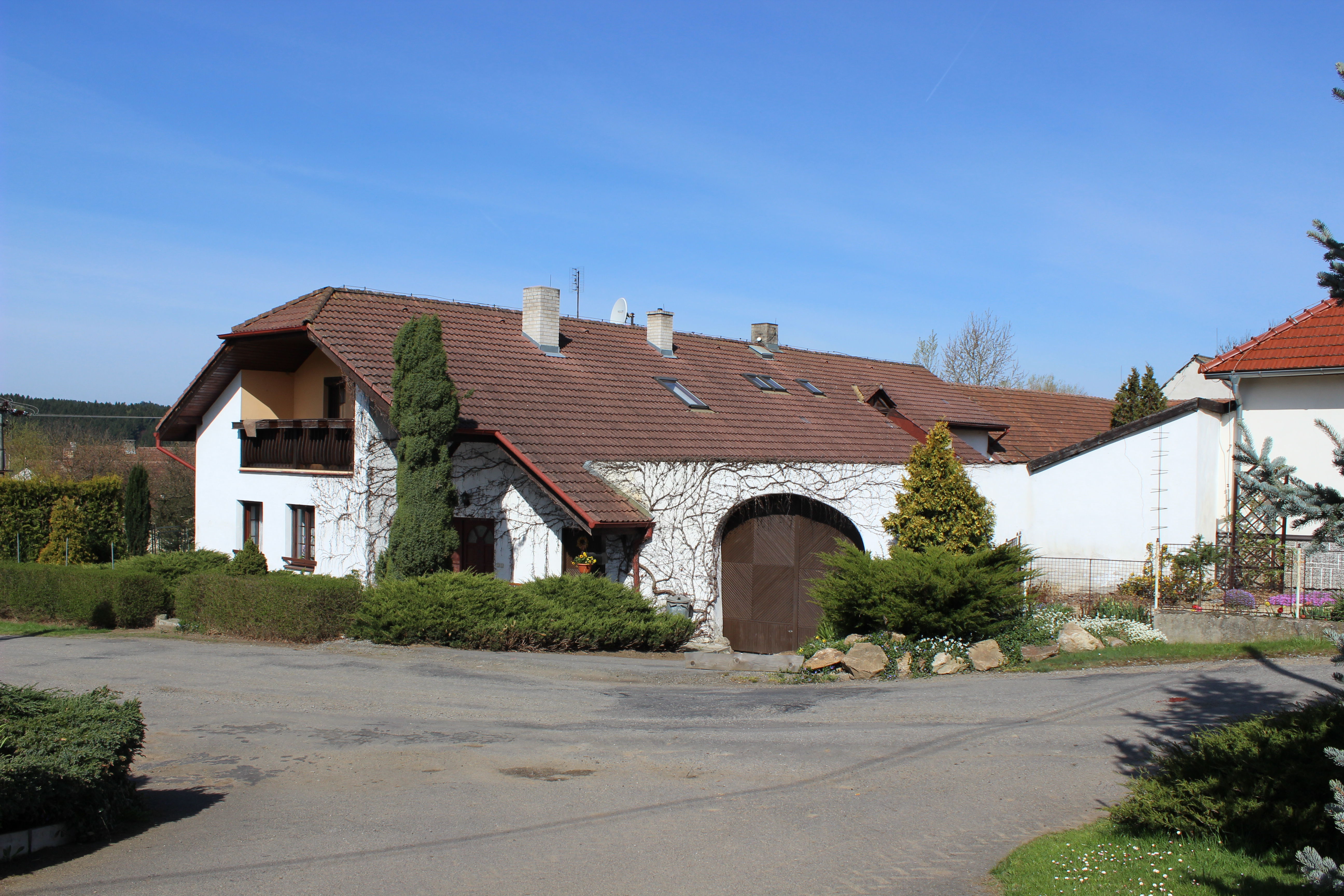
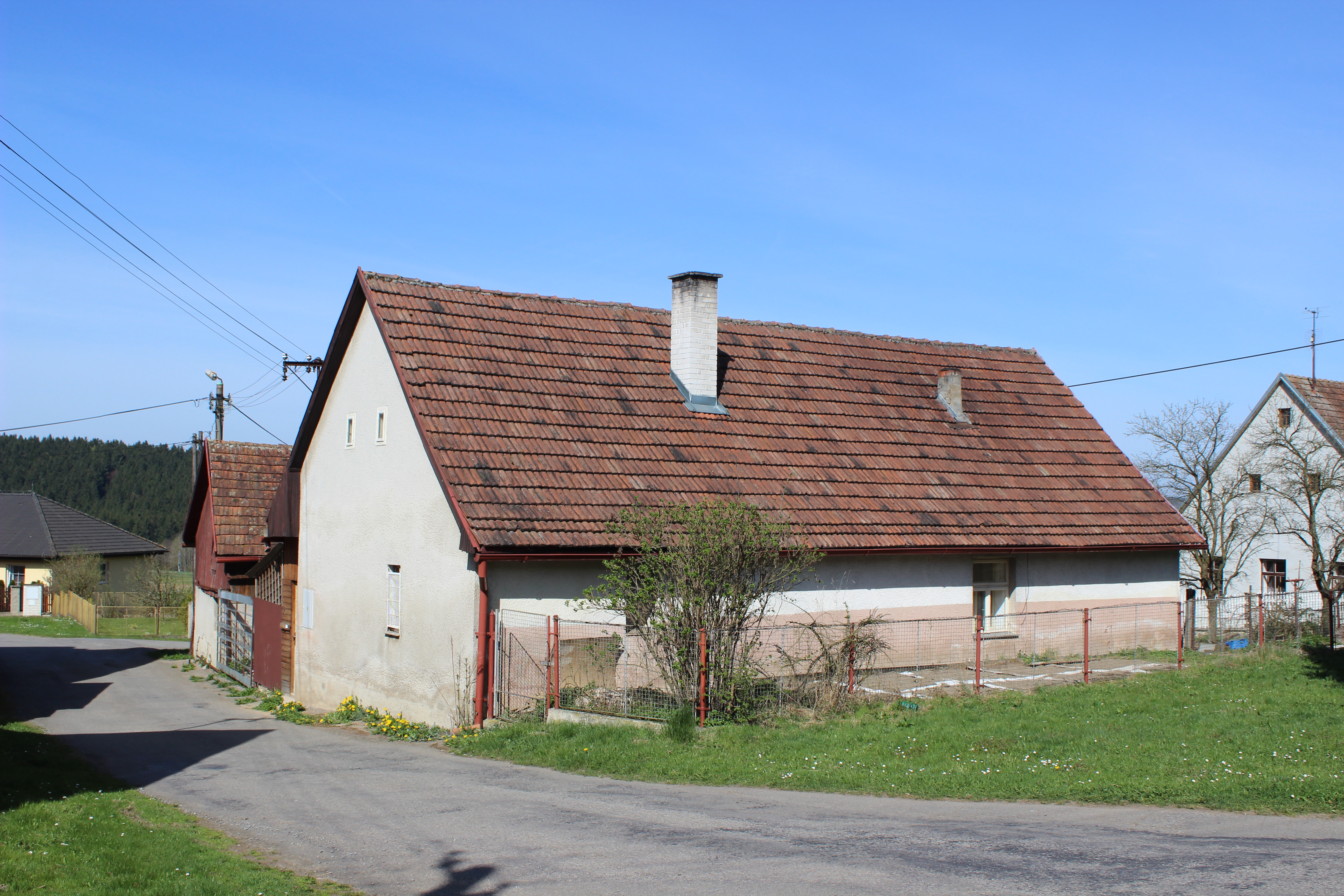
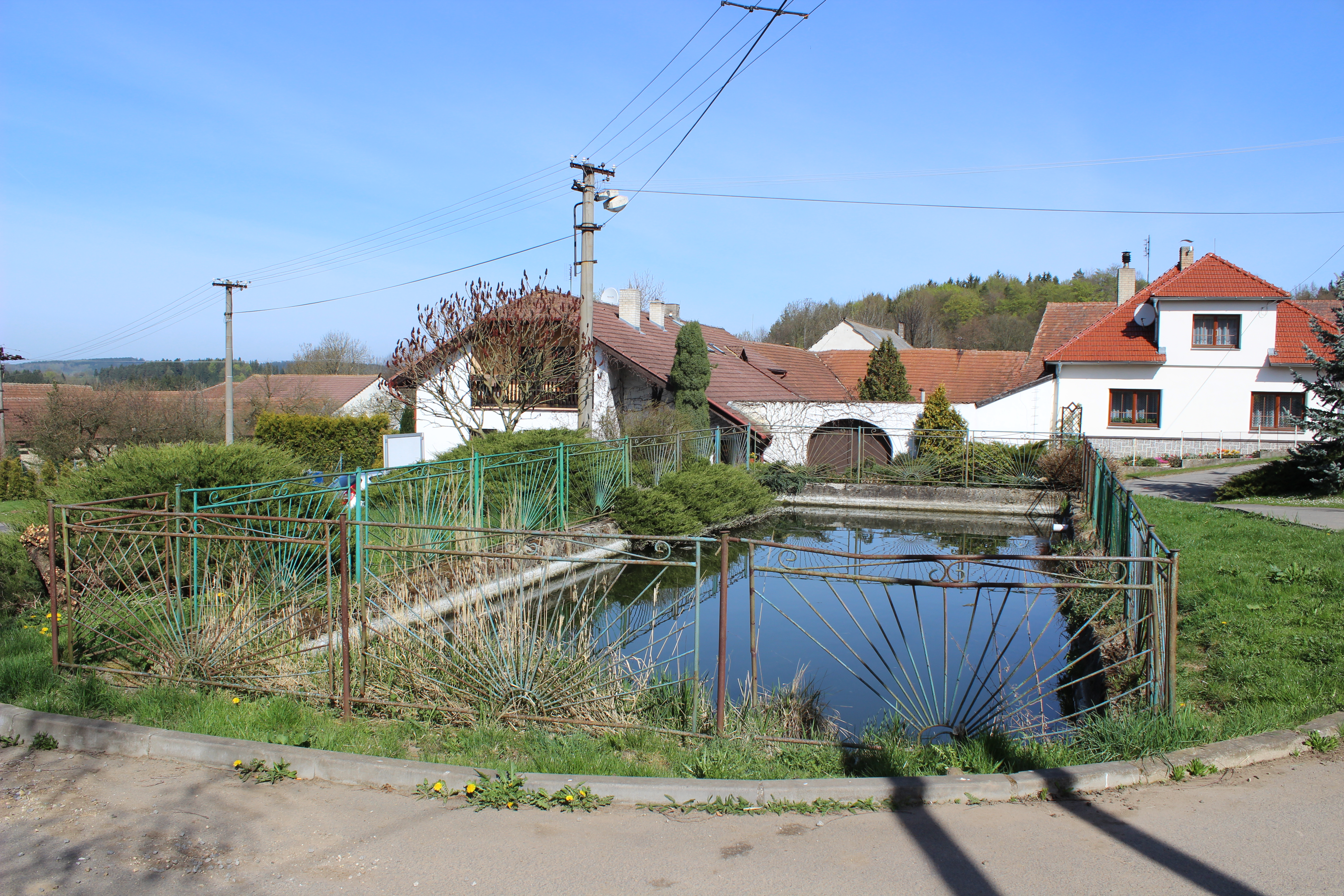
požární nádrž vybudovaná místo mělkého rybníka
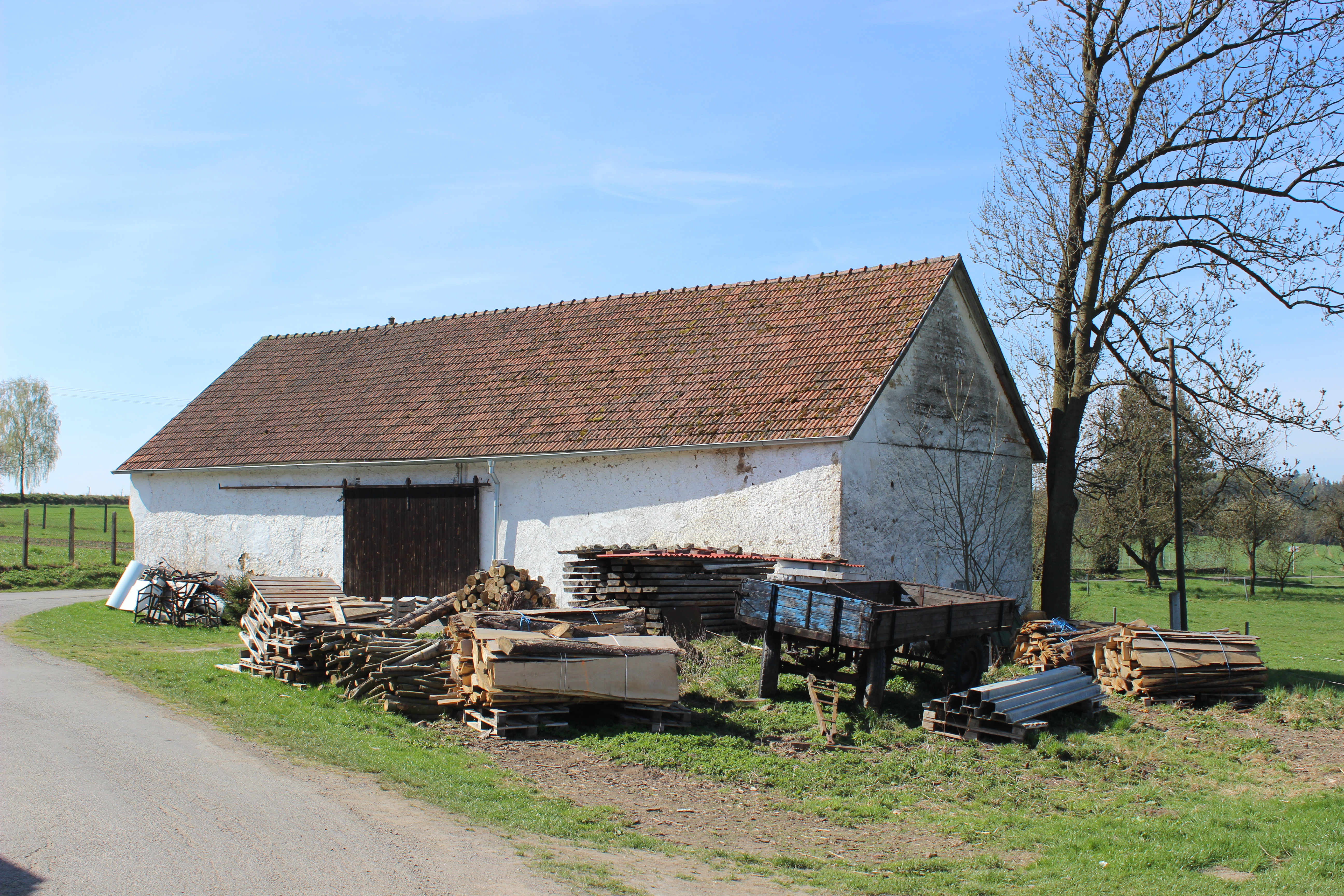
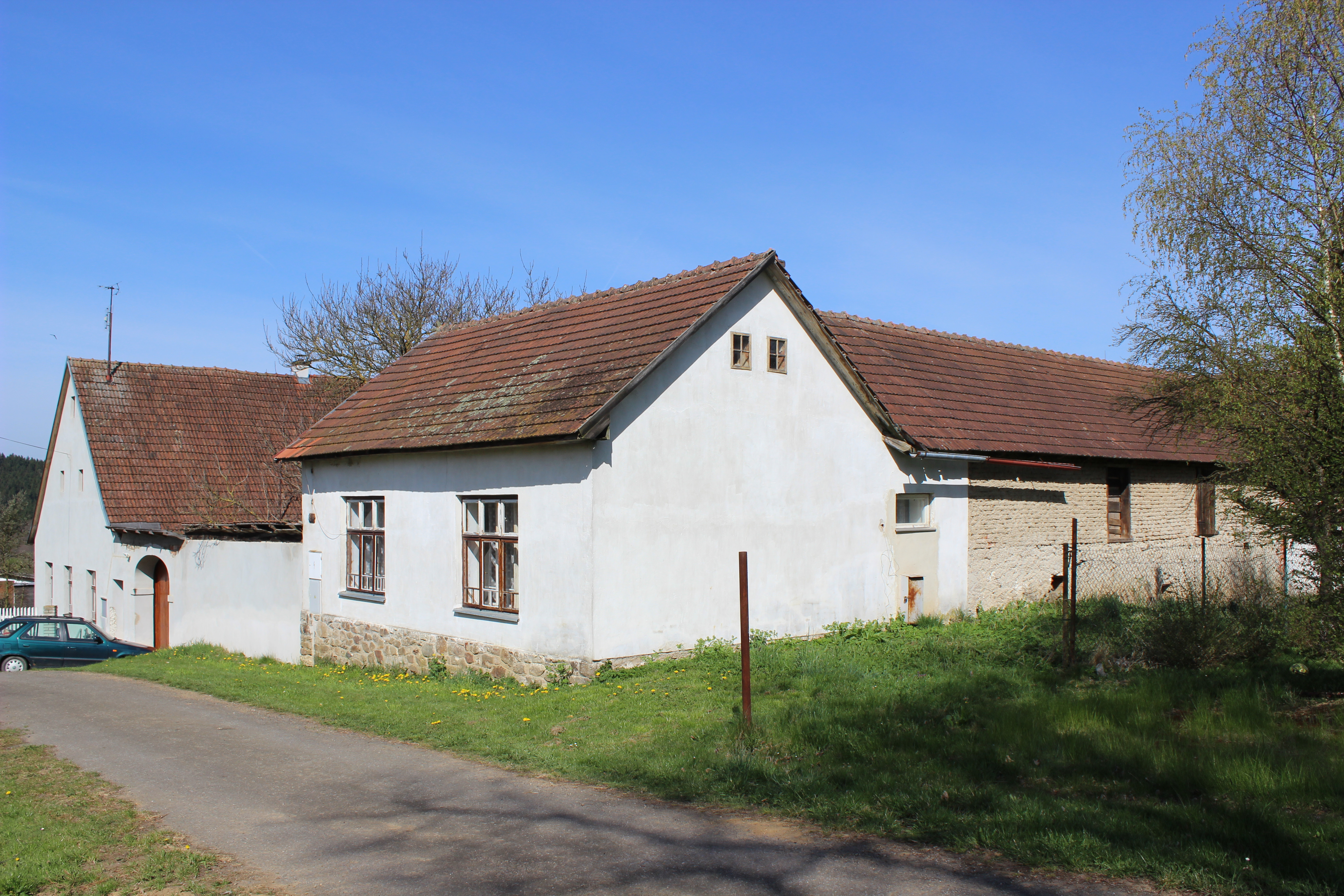
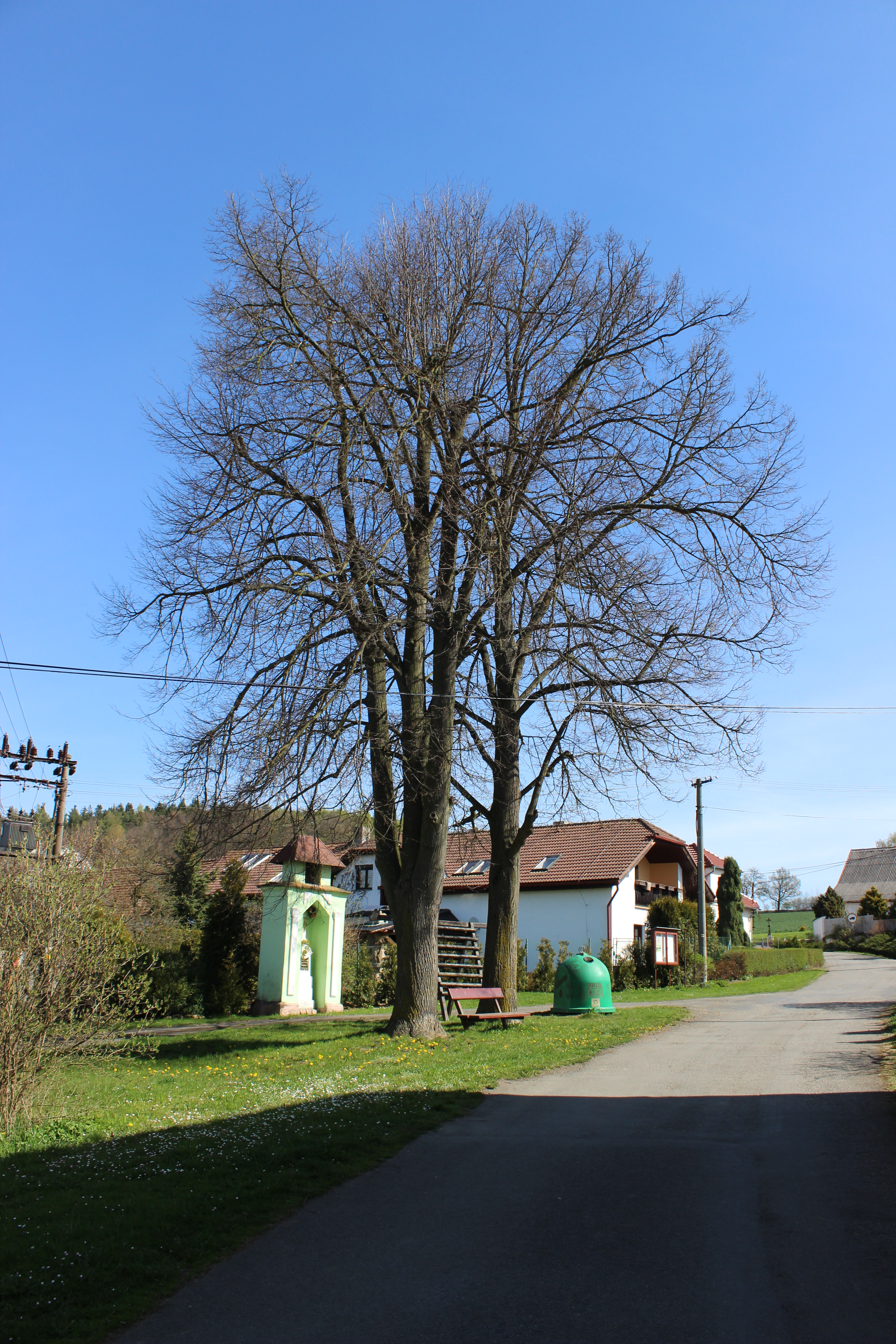
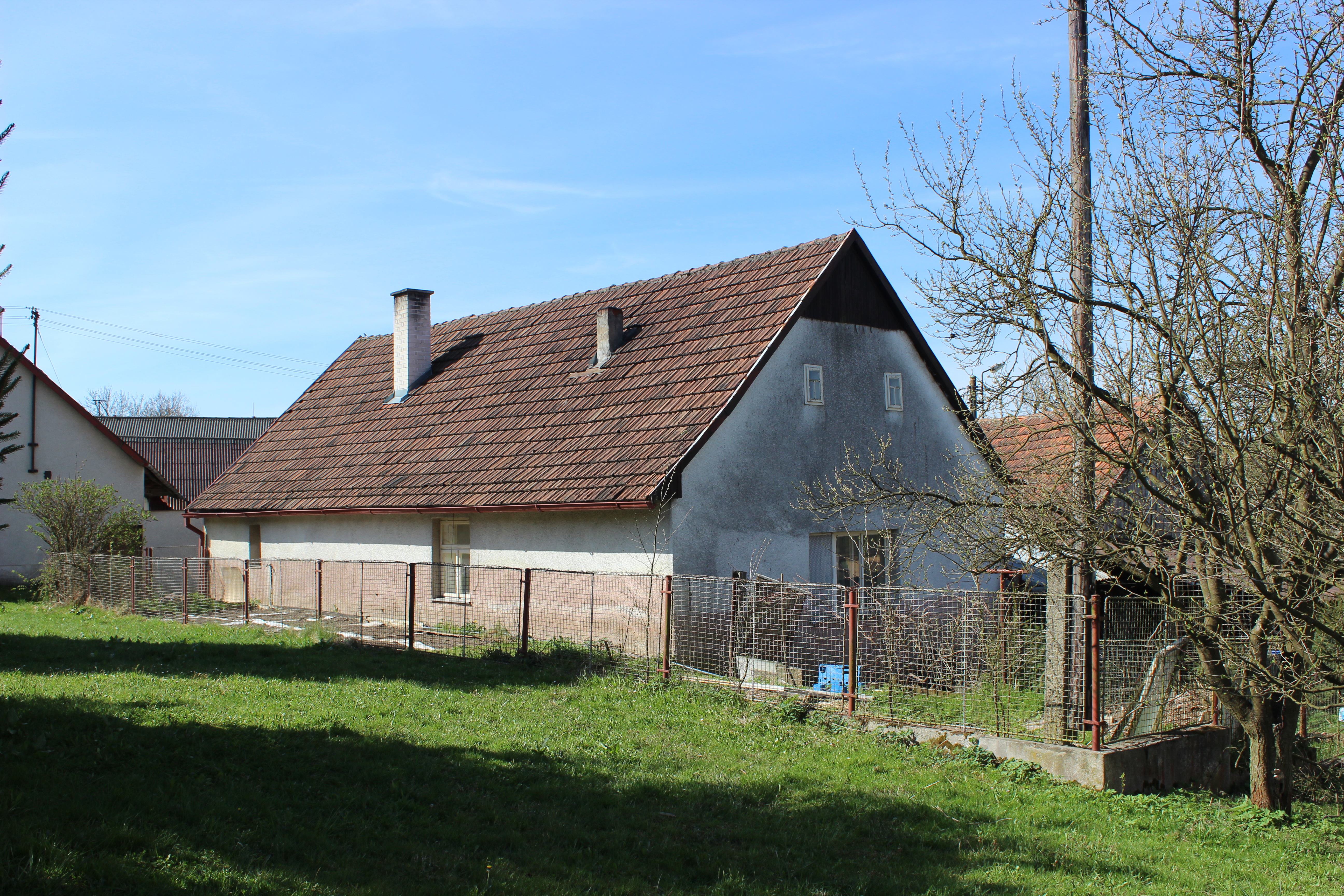